# Xu Wenli
Xu Wenli, né le 7 juillet 1943, est un dissident chinois qui a participé au Printemps de Pékin à la fin des années 1970. Il est arrêté en avril 1981 et condamné le 8 juin 1982 à douze ans de prison.

## Biographie
Le père de Xu Wenli est un médecin militaire décédé pendant la guerre de Corée. En 1963 Xu Wenlidans s'engage lui aussi dans l’Armée populaire de libération, ainsi il n'a pas participé personnellement à la Révolution culturelle. Il quitte l'armée en 1969 et obtient un emploi d’ouvrier électricien au sein du ministère des Chemins de fer.
En avril 1976, il participe sur la place Tiananmen au Mouvement du 5 Avril pour pleurer la mort de Zhou Enlai. Les manifestations sont réprimées et Mao Zedong les qualifient d'« incident politique contre-révolutionnaire ». Xu Wenli perd alors sa foi dans les idéaux du Parti communiste,. 
Dès le 26 novembre 1978 Xu Wenli affiche sur le mur de la démocratie plusieurs feuillets manuscrits. Avec deux autres militants, il crée la Tribune du Cinq Avril, un journal dont le titre fait référence au Mouvement du 5 avril en 1976. Le journal a compté dix-sept numéros, certains d'entre eux comptant près de cent pages. Il a cessé de paraître en mars 1980. En octobre 1980, Xu Wenli signa avec Wang Xizhe une lettre ouverte aux députés chinois pour obtenir la libération de Liu Qing. En novembre, toujours en 1980, il envoie un message à Lech Wałęsa pour soutenir les syndicats libres polonais. Il est arrêté, condamné à 12 ans en prison et emprisonné de  1981 à 1993, pour sa participation au mouvement de la démocratie. Pendant son emprisonnement il est constamment harcelé par ses geôliers.
Le parti démocrate chinois a été fondé notamment par Qin Yongmin, Wang Youcai et Xu Wenli. Après avoir essayé de se faire enregistrer légalement, le Parti démocrate chinois a été interdit en 1998. Xu Wenli a été condamné à 13 ans de prison en 1998 en raison de son adhésion au Parti de la démocratie chinoise.
Xu Wenli est libéré de prison en décembre 2002 et aussitôt expulsé de force vers les Etats-Unis.